# 拉斯顿 (路易斯安那州)
拉斯顿（Ruston, Louisiana），美国路易斯安那州林肯县县治，路易斯安那理工大学的所在地。2000年美国人口普查为20,546人口。